# Аксіоматика Колмогорова (геометрія)
Аксіоматика Колмогорова — аксіоматика евклідової геометрії (планіметрії), запропонована академіком Андрієм Колмогоровим.

## Неозначувані поняття
Неозначуваними поняттями в системі аксіом Колмогорова є: точка, пряма та відстань між двома точками. Множина всіх розглядуваних точок називається площиною. Крім основних понять планіметрії, використовуються поняття числа, множини і величини.
Зауважимо також, що при побудові планіметрії вважаються відомими правила логіки і загальні властивості чисел, множин і величин.

## Аксіоми
Аксіоми планіметрії розбиваються на п'ять груп:
Перша група — аксіоми належності.
- І1. Кожна пряма є множиною точок.
- І2. Для будь-яких двох різних точок існує одна і тільки одна пряма, що їх містить.
- І3. Існує принаймні одна пряма і кожній прямій належить хоча б одна точка.

Друга група — аксіоми відстані.
- ІІ1. Для будь-яких двох точок {\displaystyle A} і {\displaystyle B} існує невід'ємна величина, яка називається відстанню від {\displaystyle A} до {\displaystyle B}. Відстань дорівнює нулю тоді і тільки тоді, якщо точки {\displaystyle A} і {\displaystyle B} збігаються. Відстань від {\displaystyle A} до {\displaystyle B} позначається {\displaystyle |AB|}.
- ІІ2. Для будь-яких точок {\displaystyle A} і {\displaystyle B} відстань від {\displaystyle A} до {\displaystyle B} дорівнює відстані від {\displaystyle B} до {\displaystyle A}.
- ІІ3. Для довільних трьох точок {\displaystyle A}, {\displaystyle B}, {\displaystyle C} відстань від {\displaystyle A} до {\displaystyle C} не більша за суму відстаней від {\displaystyle A} до {\displaystyle B} і від {\displaystyle B} до {\displaystyle C}: {\displaystyle |AC|\leq |AB|+|BC|}.

Третя група ― аксіоми порядку.
- ІІІ1. Будь-яка точка {\displaystyle O} прямої {\displaystyle l} розбиває множину всіх відмінних від {\displaystyle O} точок прямої {\displaystyle l} на дві непорожні множини так, що:
  - а) для будь-яких двох точок {\displaystyle A} і {\displaystyle B}, що належать різним множинам, точка {\displaystyle O} лежить між {\displaystyle A} і {\displaystyle B};
  - б) коли точки {\displaystyle A} і {\displaystyle B} належать одній і тій самій множині, то одна з них лежить між другою точкою і точкою {\displaystyle O}.

- ІІІ2. Для будь-якої відстані {\displaystyle \alpha } на заданому промені з початком {\displaystyle O} існує одна і тільки одна точка {\displaystyle A}, відстань якої від точки {\displaystyle O} дорівнює {\displaystyle \alpha }.
- ІІІ3. Якщо точка {\displaystyle C} лежить між точками {\displaystyle A} і {\displaystyle B}, то точки {\displaystyle A}, {\displaystyle B}, {\displaystyle C} належать одній прямій.
- ІІІ4. Будь-яка пряма {\displaystyle l} розбиває множину точок площини, які не належать їй, на дві непорожні множини так, що:
  - а) будь-які дві точки, що належать різним множинам, розділені прямою {\displaystyle l};
  - б) будь-які дві точки, що належать одній і тій самій множині, не розділені прямою {\displaystyle l}.

Четверта група ― аксіома руху.
- IV1. Якщо відстань {\displaystyle |AB|} додатна і дорівнює відстані {\displaystyle |A_{1}B_{1}|}, то існує два і тільки два рухи, кожен з яких відображає точку {\displaystyle A} на точку {\displaystyle A_{1}}, а точку {\displaystyle B} — на точку {\displaystyle B_{1}}. Якщо {\displaystyle \rho } — півплощина з межею {\displaystyle AB}, то вона цими переміщеннями відображається на дві різні півплощини {\displaystyle u} і {\displaystyle v} з межею {\displaystyle A_{1}B_{1}}.

П'ята група — аксіома паралельності.
- V1. Через точку {\displaystyle A} проходить не більш як одна пряма, паралельна даній прямій.